# ジョン・マッカルパイン
ジョン・マッカルパイン（John McAlpine, 1947年 - ）は、ニュージーランドのピアニスト。

## 略歴
ヴィクトリア大学でピアノを学び、同地の作曲家の作品演奏に関わる。1973年に渡独し、アロイス・コンタルスキーの下で現代音楽の演奏法を師事、以降は現代音楽の演奏を主に活動するピアニストである。アンサンブルのピアニストとしても重宝されているが、彼が威力を発揮するのはヴァンデルヴァイザーグループやアメリカ、またイギリスの実験音楽の系譜に繋がるピアノ作品であり、ヴァーチュオシティーを使う作品よりも音をよりよく聞き込む作品で、繊細なタッチが聴かれるのが特徴である。
西風満紀子作品で本人の主張を理解し、ヨルク・フライ作品の古典的な三和音も棒弾きにならないのは、彼の意向（「生きている作曲家を優先します。死んでしまった作曲家は、誰もが弾く」）が関わっている。かつて現代音楽要員であったマルカンドレ・アムランの態度（「私はアンティークのコレクターとも言えるのです」）とは、正反対の態度にいる。